# Союзагрохим
Союзагрохим — российская компания, специализирующаяся на производстве и продаже химических средств защиты растений. Главный офис расположен в Москве. Производственная площадка компании — завод «АГРУСХИМ-АЛАБУГА», расположен на территории ОЭЗ «Алабуга», Республика Татарстан.

## История
Компания «Союзагрохим» была основана в 2009 году. С самого начала своего основания компания занималась продажей средств защиты растений.
В 2018 году было положено начало строительству собственного современного производства.
К концу 2019 года компания закончила строительство современного завода «АГРУСХИМ-АЛАБУГА» на территории ОЭЗ «Алабуга».
В 2020 году на территории ОЭЗ «Алабуга» Республики Татарстан был запущен завод препаративных форм «АГРУСХИМ-АЛАБУГА».

## Руководство
Генеральный директор — Петелин Александр Александрович.

## Деятельность
Группа компаний «Союзагрохим», специализируется на разработке и производстве средств защиты растений, всех групп и препаративных форм. Каждый год компанией внедряются на российский рынок новые продукты, в создании которых используется весь мировой опыт в сегменте химических средств защиты растений. Собственная научно-исследовательская деятельность дополняет взаимодействие с ведущими научно-исследовательскими институтами и компаниями-партнерами. Предприятие производит более 70 наименований продукции всех групп – гербициды, фунгициды, инсектициды, протравители, десиканты, ПАВ, родентициды, регуляторы роста и десиканты.

## Производственная база
Производство средств защиты растений компании «Союзагрохим», оснащено современным российским и импортным оборудованием с высокой степенью автоматизации рабочих процессов. Производственная мощность завода превышает 15 тысяч тонн качественной продукции и 2,4 млн канистр в год. Производственная площадка компании – завод «АГРУСХИМ-АЛАБУГА»., размещен в Республике Татарстан и располагает следующими производственными мощностями:
- научно-производственный центр, в состав которого включены три лаборатории: лаборатория хроматографических и спектрометрических методов анализа; лаборатория физико-химических методов анализа и исследовательская лаборатория;
- Восемь формуляционных линий, обеспечивающих гибкость производства различных групп препаратов.

Важная отличительная особенность «АГРУСХИМ-АЛАБУГА» – запуск проекта синтеза эфира 2,4-Д кислоты.